# Курумбельская степь
Курумбе́льская степь — участок Чебаклы-Суминской впадины на территории Омской и Новосибирской областей Российской Федерации между рекой Иртыш и озером Чаны. Название происходит от бывшего села Курумбель, находившегося в нынешних административных границах Черлакского района Омской области.

## Описание

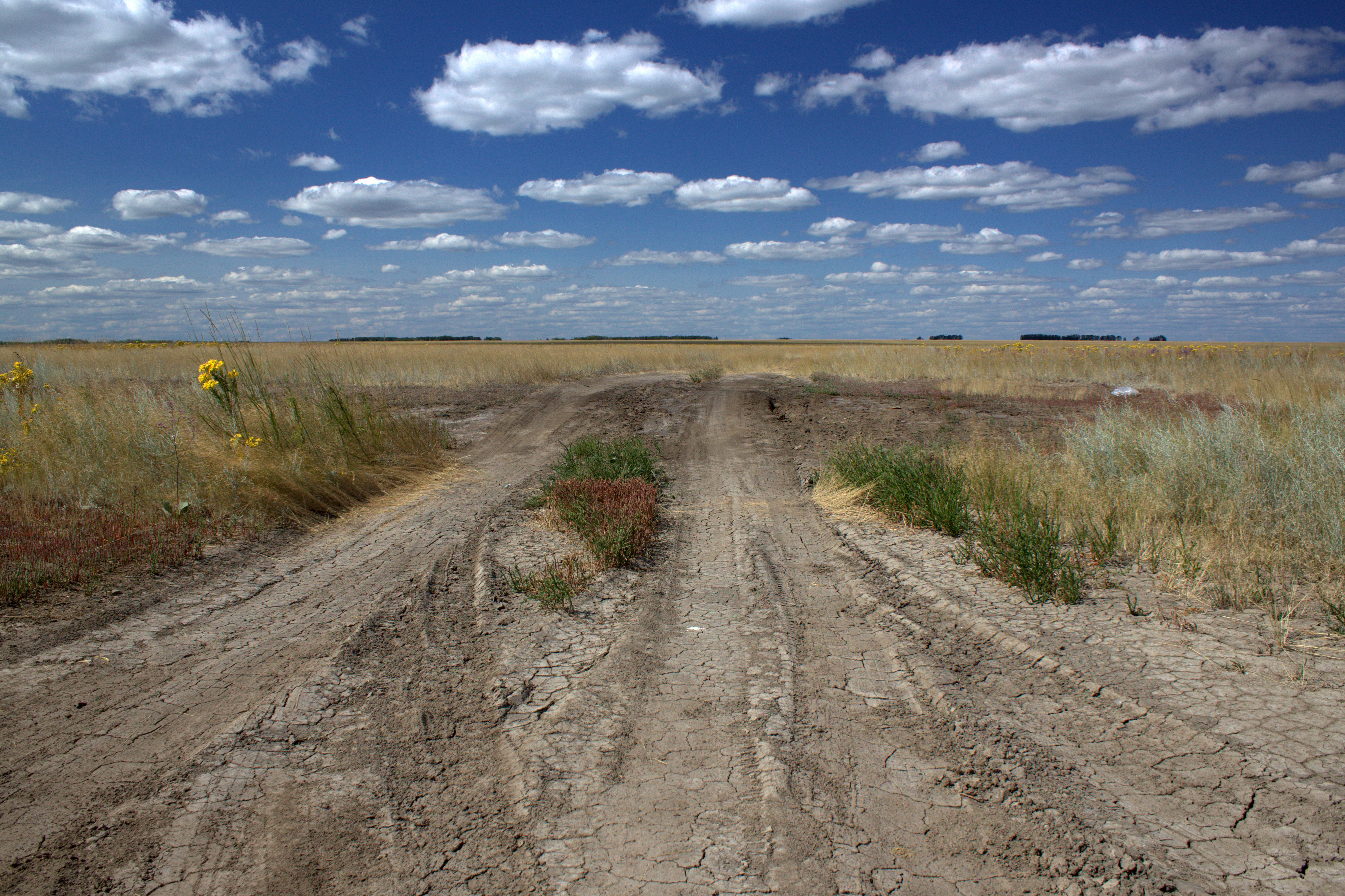
Дорога в Курумбельской степи

Курумбельская степь представляет собой плоскую равнину с озёрными впадинами. Рельеф территории слабо расчленён. На распространённых здесь засоленных почвах развита комплексная растительность из галофитно-луговых и степных сообществ.
В равнинных понижениях большое место занимают займища — травяные болота с тростником, вейниками, двукисточником. В западинах, затопляемых только в весеннее время, преобладают солончаковатые луга. Большие площади занимают солонцы, среди которых можно встретить более дренированные чернозёмные участки. Растительность этих участков представлена лугово-степными сообществами, она отчётливо выделяется зелёным цветом и более пышным развитием на фоне солонцов. В замкнутых понижениях иногда встречаются ивовые заросли, так называемые «ракиты». Бессточные степные водоёмы являются уникальными природными комплексами, характеризующимися своеобразной флорой и фауной с большим количеством редких видов.
Общая площадь Курумбельской степи составляет примерно 112 тысяч га. Ландшафты отличаются многообразием и состоят из степей (62 %), полей (2 %), солончаковых и пойменных лугов (5 %), осиново-берёзовых колков (3 %), горько-солёных и солоноватых озёр (21 %), а также тростниковых займищ на месте полностью заросших водоёмов.

Удача бежала уже по нетронутой степи, рассекая невысокие заросли диких злаков. Вокруг растянулись бескрайние просторы Южно-Сибирской равнины: на запад, на север" на восток и на юг — один и тот же унылый пейзаж Курумбельской степи. До самого горизонта. Насколько хватало глаз. Лишь на востоке, освещённом первыми лучами солнца, взгляд цеплялся за заросли низкого степного кустарника, за которыми проглядывала цепочка невысоких холмов

Пахотные земли никогда не занимали значительных площадей в Курумбельской степи из-за низкой продуктивности пашни.

## Климат
Климат в районе Курумбельской степи — резко континентальный: зима холодная, солнечная и снежная, лето жаркое, сухое. Средняя температура января −19 °C, июля +19 °C, с типичными отклонениями до −35 °C и +35 °C, соответственно. Осадков 300−400 мм в год.
Климат степей по сравнению с лесостепной зоной отличается большой продолжительностью вегетационного и безморозного периодов, большими среднегодовыми и среднемесячными температурами, большой сухостью. Поэтому земли степей страдают от недостатка влаги: в среднем в год тут выпадает 250—300 мм осадков, в 1,5-2 раза меньше, чем в центральных районах России.

## Историческая справка

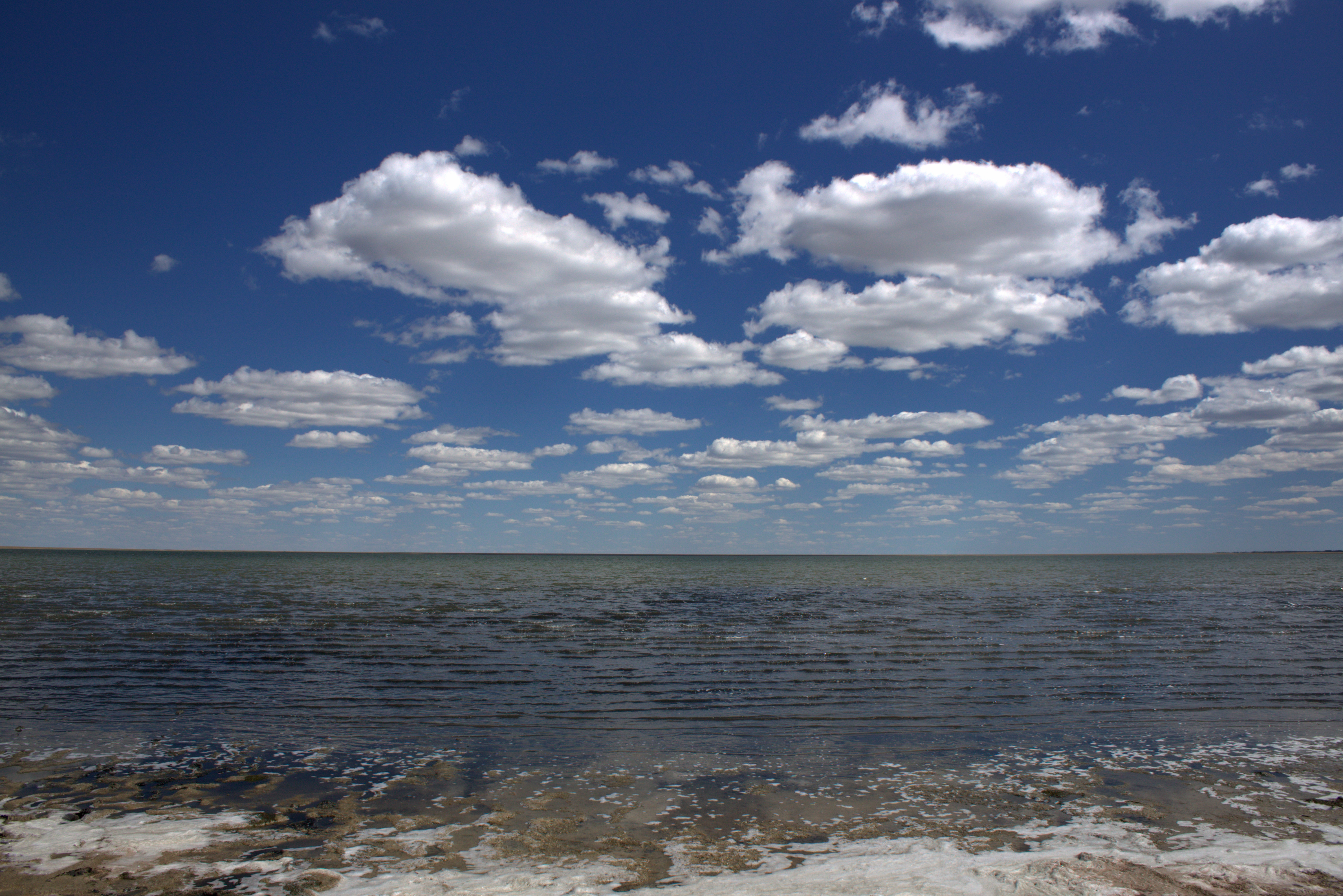
Солёное озеро Ульжай — одна из достопримечательностей Курумбельской степи

Образование Чебаклы-Суминской впадины в Западной Сибири относится к четвертичному периоду. Ледник, наступающий с севера, создал подпор рек Обь-Иртышского бассейна. По этой причине образовалось гигантское пресное море. Впоследствии в результате испарения это море распалось на ряд крупных озёр.
В дальнейшем крупные озёра частично усохли, частично распались на мелкие, с различной степенью минерализации — Чаны, Ульжай, Чебаклы и др. В течение десятков миллионов лет в результате сложных биологических процессов в этих озёрах накопились донные отложения, богатые биохимически активными веществами.

## Животный и растительный мир

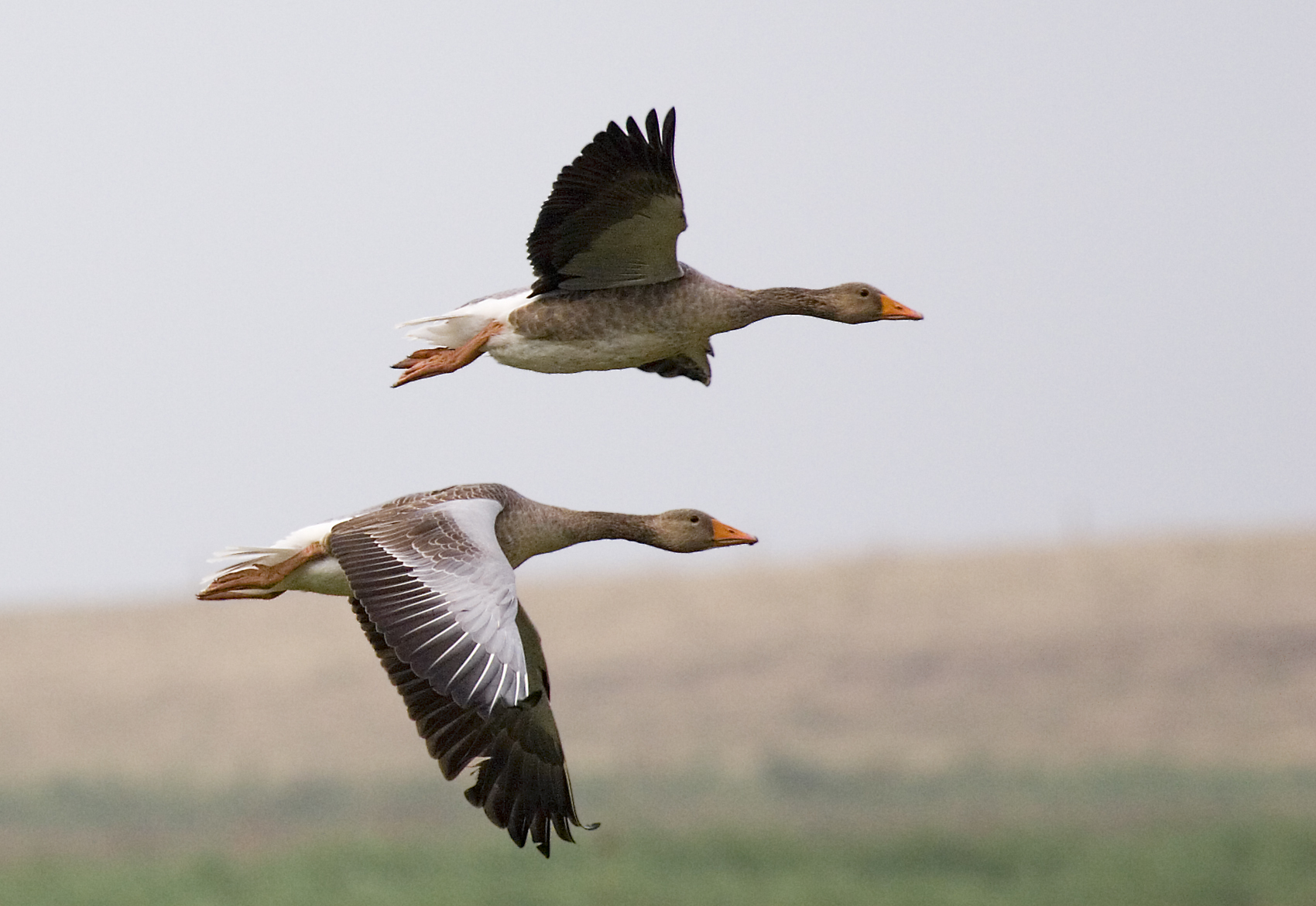
Серые гуси

На территории Курумбельской степи гнездится не менее 126 видов птиц, преимущественно водноболотного комплекса. Курумбельская степь имеет ключевое международное значение, как минимум, для 5 видов птиц — черношейной поганки, савки, степного луня, шилоклювки, степной тиркушки. Хотя в настоящее время степная орнитофауна Курумбельской степи в результате антропогенного преобразования ландшафтов существенно обеднена, эта территория продолжает поддерживать популяции ряда видов птиц биома евразийских степей: журавля-красавки, стрепета, кобчика и др. Весной и осенью здесь останавливаются для отдыха и кормёжки многочисленные арктические и субарктические мигранты. Осенью на водоёмах и в агроценозах Степного заказника концентрируется более 100 тысяч серых гусей и до 5 тысяч серых журавлей. На водоёмах в северной части Курумбельской степи в последние годы вновь стали формироваться линники серого журавля и некоторых видов уток. Озеро Чебаклы — единственное место в Омской области, где существует крупная колония сизой чайки и единственное место на юге области, где существует крупная колония чайки-хохотуньи.
До конца XIX века на территории Крумбельской степи обитал (заходил в весенне-осенний период) сайгак, а ранее — степной тарпан и казахстанский подвид кулана.

## Интересные факты
- В 1989 году Омским облисполкомом было принято решение об организации в 2000—2005 годах заповедника в Курумбельской степи. Заповедник должен был включать части территорий Омской и Новосибирской областей, а в перспективе — часть территории Павлодарской области Республики Казахстан. Однако до настоящего времени работы по созданию заповедника остановились на этапе согласований с Министерством природных ресурсов РФ[1].
- С 2000 года в Курумбельской степи отмечаются появления дрофы[1].